# 향 (행정 구역)
향(郷)은 중화민국, 중화인민공화국 및 일본의 지방 행정단위의 하나이다.

## 중화인민공화국
향은 진·한의 시대부터 존재하고 있었고 현재도 행정 구역으로서 존속하고 있다. 향은 성급·현급·향급으로 구성되는 '3급 행정구역 제도'의 3번째 단위에 속하고 성급·지구급(행정독찰구)·현급·향급의 '4급 행정구역 제도'에서는 4번째 단위에 속한다.
중화인민공화국의 향은 현급 행정구의 행정구역의 주요한 형식의 하나가 되고 있으며 향과 같은 수준의 행정구역을 '향급 행정구'라고 부른다. 향 밑에는 촌(村)이라는 자치 조직이 존재한다.

## 중화민국
대만의 향은 지방 행정 제도 안에서의 하부조직으로서, 현할시, 진에 준하는 것이라고 규정되어 있다.
1999년 1월 25일에 공포된 중화민국 지방 제도법의 제3조 규정을 근거로 설치되어 있다. 현재 대만의 지방 제도 중에서의 향의 명확한 설치 기준은 정해져있지 않다.

## 일본
일본에서는 나라 시대, 율령제에서의 지방 행정의 최하위의 단위로서 군 아래에 리(里)가 설치되었다. 리는 50호를 하나의 단위로 해, 리마다 이장을 두었다. 715년에 리는 향으로 개칭했고 향 아래에 몇 개의 리를 두는 향리제(郷里制)로 바뀌었다. 후에 리가 폐지되고 향만 남아서, 향이 지방 행정 최하위의 단위로서 남게 되었다.
즉, 향은 호(戸)라는 가족 집단의 모임이기 때문에 '사람'의 지배를 위해서 설치된 제도이다.
중세·근세에 향 아래에는 더욱 작은 단위인 촌(村)이 발생해 향촌제(郷村制)가 형성되어 갔다. 이것과 함께 율령제의 향에 한정하지 않고, 몇 개의 촌을 합쳐서 '~향'이라고 부르는 일이 있다. 갓쇼즈쿠리(지붕 양식)으로 알려진 시라카와 향 등이 그 예이다.

## 한국
역사상 한국의 향은 향·소·부곡의 일부로 신라시대에는 작은 고을을 지칭했지만 고려시대에는 천민집단거주지역을 의미했고 조선시대에 대부분 철폐되었다.

## 같이 보기
- 향·소·부곡